# 10195 Nebraska
10195 Nebraska è un asteroide della fascia principale. Scoperto nel 1996, presenta un'orbita caratterizzata da un semiasse maggiore pari a 2,8870004 UA e da un'eccentricità di 0,1875661, inclinata di 14,52527° rispetto all'eclittica.
L'asteroide è dedicato all'omonimo stato americano, perché questo è stato il primo asteroide scoperto da un osservatorio di quello stato.